# Стебницьке родовище калійних солей
Стебницьке родовище калійних солей — у Львівській області України поблизу міста Стебник, на території геологічного району Бориславо-Покутський покрив.

## Загальний опис
Родовище відкрите 1834 року. За хімічним складом поклади належать до солей сульфатного типу. Для них характерний дуже складний і своєрідний комплекс соляних мінералів і винятково великий вміст глинистого матеріалу. Серед калійно-магнієвих солей найбільше поширені каїніт і лангбейніт, підпорядковане значення мають сильвін і карналіт. Значно менше поширені полігаліт, шеніт, леоніт, епсоміт, кізерит, ангідрит, астраханіт, зрідка трапляються вантгофіт, левеїт, сингеніт та ін. Невід'ємною складовою частиною всіх калійних соляних порід є галіт.

## Розташування родовища
Місцевість, де розташоване родовище, характеризується пагорбкуватим рельєфом з абсолютними відмітками +290–460 м. Територія гірничого відводу являє собою поле з урізами невеликих річкових долин та яружно-балкової мережі, до якого з північного сходу примикає м. Стебник, а з південного заходу — Трускавецький ліс.
В геологічному відношенні родовище розташоване у внутрішній зоні Передкарпатського прогину, яка поділяється на дві підзони:
- глибинних складок (Покутсько-Бориславська підзона)
- Стебницький синклінорій (Самборська підзона).

## Розробка родовища
Родовище розроблялося підповерховими ортами з виробленням камер завширшки до 15–42 м, заввишки 60–120 м і завдовжки до 100 м. Підтримка виробленого простору здійснювалася залишенням міжкамерних та міжповерхових ціликів завширшки 12–24 м.
Розробляється з 1922 року (рудник № 1). У 1946 році потужність рудника доведено до 1 млн тонн калійної руди на рік. У 1960-х роках побудовано рудник № 2 проектною потужністю до 3 млн тонн. Площа 30 км², запаси 1,1 млрд т, запаси калійних руд підраховані в геологічному балансі до глибини 1000 метрів. Солі переважно каїніто-лангбейнітові та лангбейнітові (K2Mg2(SO4)3), залягають у вигляді лінз потужністю кілька десятків (60–110 м) метрів на глибині 90–1000 м. Родовище внаслідок екологічної катастрофи 1983 року не експлуатується.
Розроблення родовища спричинило прогин поверхні, утворення підземних і поверхневих карстових форм, кількість і інтенсивність яких, незважаючи на припинення гірничих робіт через складні гідрогеологічні умови, зростає у часі (Стебник, копальня № 2).